# Sport Münzinger

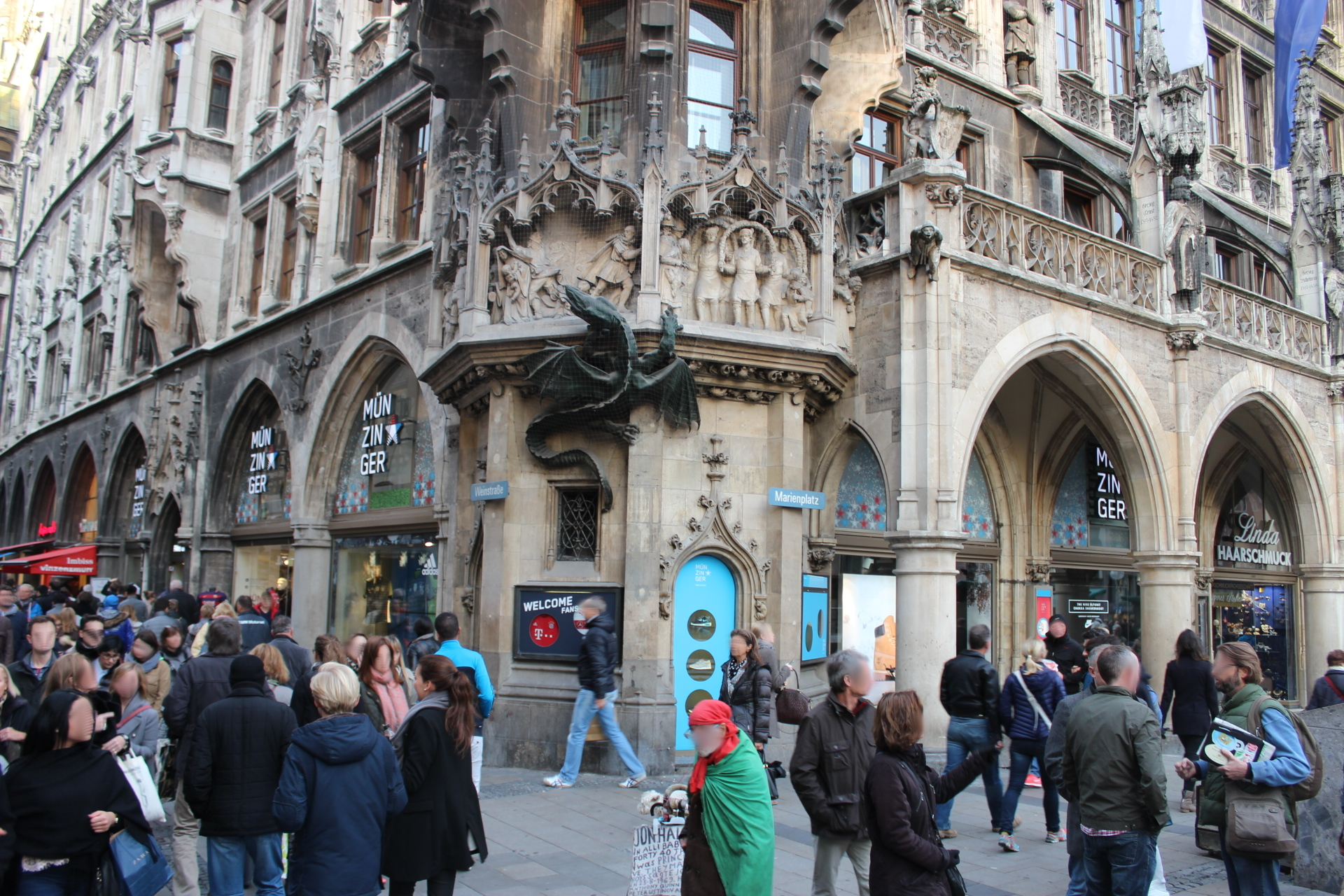
Sport Münzinger,
Marienplatz 8; links Eingang Weinstraße.

Sport Münzinger war ein Münchener Sportfachhandelgeschäft. Das ehemalige Familienunternehmen war ab 1892 Königlich Bayerischer Hoflieferant und zog 1904 als erstes Geschäft in das neue Rathausgebäude am Marienplatz ein, wo es sich bis Ende 2020 befand. Seit dem Anschluss an das 1913 gegründete Sporthaus Schuster im Jahr 2003 gehört das Unternehmen zur Schuster Gruppe.

## Historische Einordnung
Sport Münzinger wird allgemein als ältestes Sportgeschäft der bayerischen Landeshauptstadt München genannt.
Das Unternehmen zählt auch weltweit zu den ältesten bis heute aktiven Sportgeschäften. Das Guinness-Buch der Rekorde zertifizierte im Mai 2014 das britische Sportfachgeschäft Whites Sports in Warrington als „oldest sports shop in the world in operation“. Es wurde erst 1901 gegründet. In Zürich gibt es das Unternehmen Och Sport, dessen Ursprünge in das Jahr 1837 zurückreichen. Das Unternehmen gibt allerdings selbst an, dass es die „ersten echten Sportgeschäfte der Schweiz“ erst 1912 eröffnete.
In Deutschland gibt es in Stuttgart den etwas älteren Sport Breitmeyer (Intersport Breitmeyer), der bereits 1882 als Fachgeschäft für Wander- und Turnbekleidung gegründet wurde. In Düsseldorf standen bei dem von Kaspar Thelen 1898 gegründete Lederwarengeschäft mit Sattlerei spätestens 1920 Sportartikel im Mittelpunkt. 2013 schloss in Berlin das bis dahin älteste Sportgeschäft der Bundeshauptstadt, die Ski Hütte, die 1924 gegründet wurde, 35 Jahre später als Sport Münzinger und 11 Jahre nach dem heutigen Mutterunternehmen Sporthaus Schuster. Sport Sander in Hamburg-Harburg wurde 1928 gegründet und Sport Schuster in Hamburg-Eppendorf 1934. Beide wurden in Artikeln des Hamburger Abendblatts von 2003 und 2004 jeweils als ältestes Sportgeschäft der Stadt genannt.
Sport Münzinger ist laut einem Artikel in der Zeitung Die Welt von 2012 „Deutschlands größtes Geschäft für Fußballartikel“.

## Unternehmensgeschichte

### Münzingers „Gummi- und Guttapercha-Waren sowie Sportartikeln“ (Kgl. Bay. Hoflieferant)
Gegründet wurde das Unternehmen von Hermann Münzinger († 13. März 1913 im Alter von 62 Jahren) am 28. Juni 1889 unter dem Namen Hermann Münzinger zu München als Geschäft für „Gummi- und Guttapercha-Waren sowie Sportartikeln“ im ehemaligen Börsenhaus in der Theatiner- Ecke Maffeistraße. Am 10. August 1892 wurde das Geschäft von Ludwig III., damals noch Prinz, zum Kgl. Bay. Hoflieferanten bestallt. Im Jahr 1900 erfolgte der erste Umzug in den Luitpoldblock an der Ecke Brienner Straße. Gleichzeitig wurde zusammen mit den Hoflieferanten Franz Fischer & Sohn (jetzt Tapeten Fischer, Theatinerpassage) das Geschäft Hansa-Linoleum in der Finkenstraße eröffnet.

### Einzug ins neue Münchner Rathaus bis hin zum Zweiten Weltkrieg

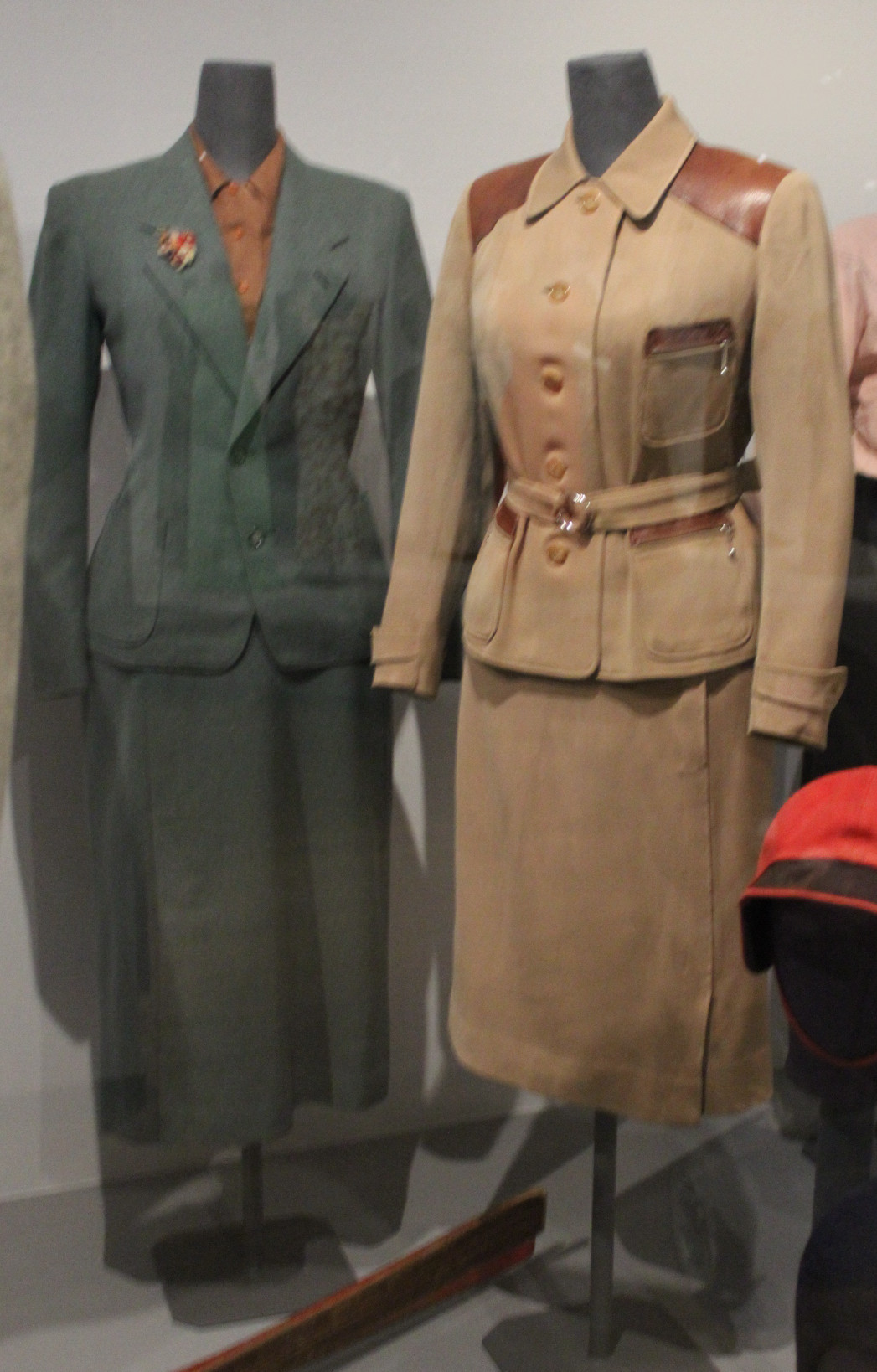
Sport Münzinger Damen-Sportkostüme (ca. 1936–1938),
Exponate der Sonderausstellung Gretchen mag's mondän (2015–2016) im Münchner Stadtmuseum.

Im Oktober 1904 wurden die Geschäftsräume im Münchner Rathaus bezogen. 1908 trat Hermann Münzingers Sohn Hans in das väterliche Unternehmen ein, der das Geschäft nach dem Tod des Gründers ab 1913 führte, während der Kriegsteilnahme von 1914 bis 1918 aber vom Prokuristen vertreten werden musste. Das Unternehmen wurde nach und nach ausgebaut. Lange Zeit erstreckte sich die Angebotspalette über sämtliche Sportarten. Im Rahmen der von September 2015 bis Mai 2016 Münchner Stadtmuseum gezeigten Sonderausstellung Gretchen mag's mondän sind beispielsweise zwei Sport Münzinger Damen-Sportkostüme aus der nationalsozialistischen Zeit zu sehen. 1940 wurde wegen des Zweiten Weltkriegs ein teilweises Produktionsverbot für Sportartikel, Textilwaren und Sportschuhe erlassen. Noch während ihres Fronteinsatzes wurden Hans Münzingers Söhne Alfred (* Mai 1920; † 18. Februar 1995) und Heinz (* August 1921; † 1979) Teilhaber des 1943 in eine Kommanditgesellschaft umgewandelten Betriebes.

### Nachkriegsjahre und Wiederaufbau

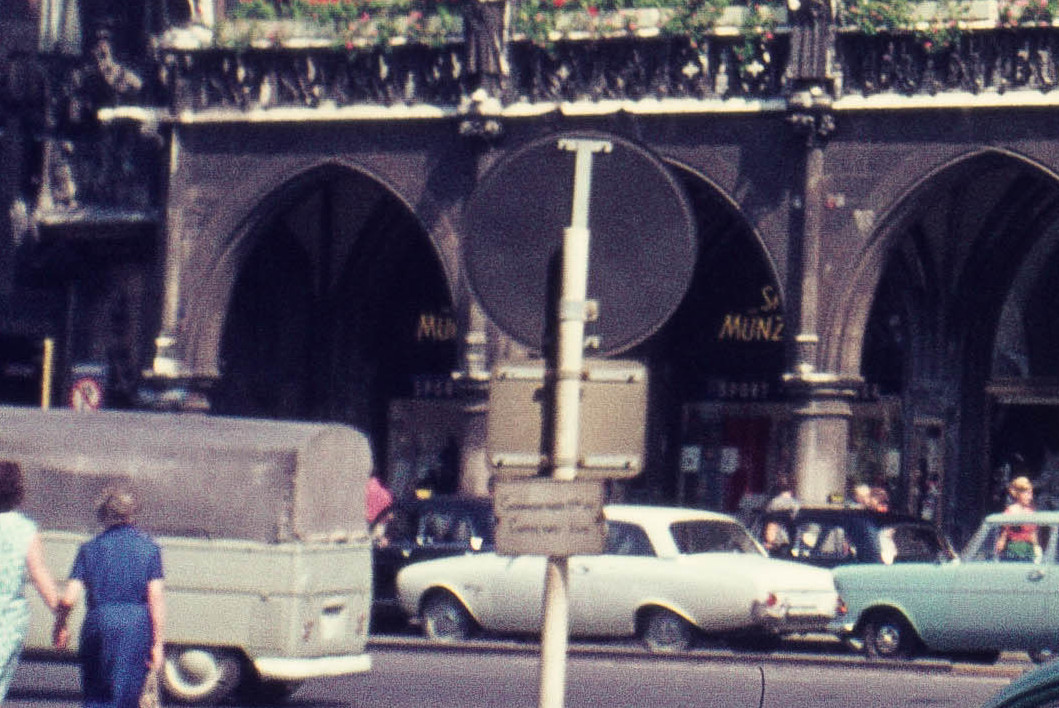
Sport Münzinger am Marienplatz, 1964.

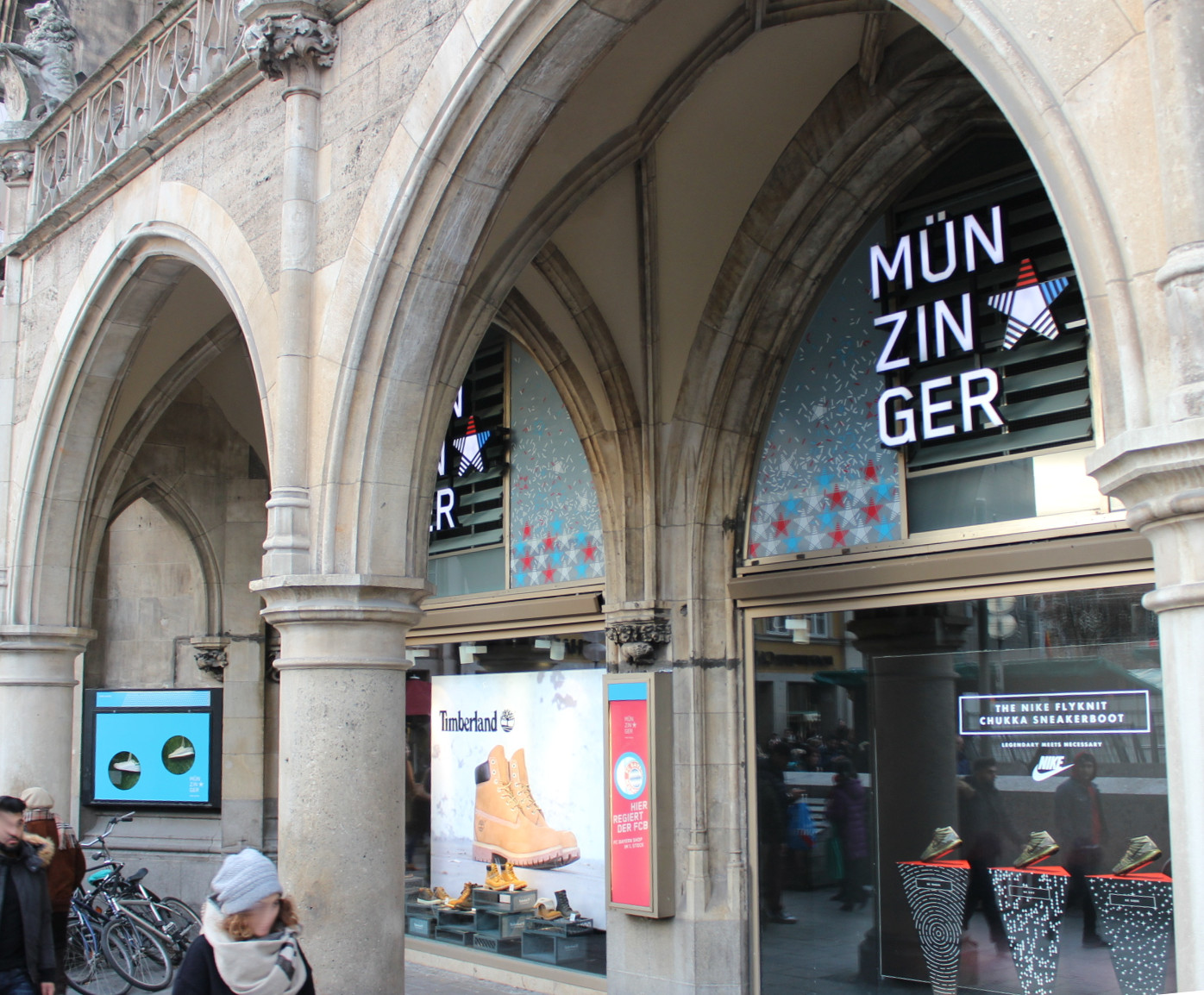
Schaufenster am Marienplatz.

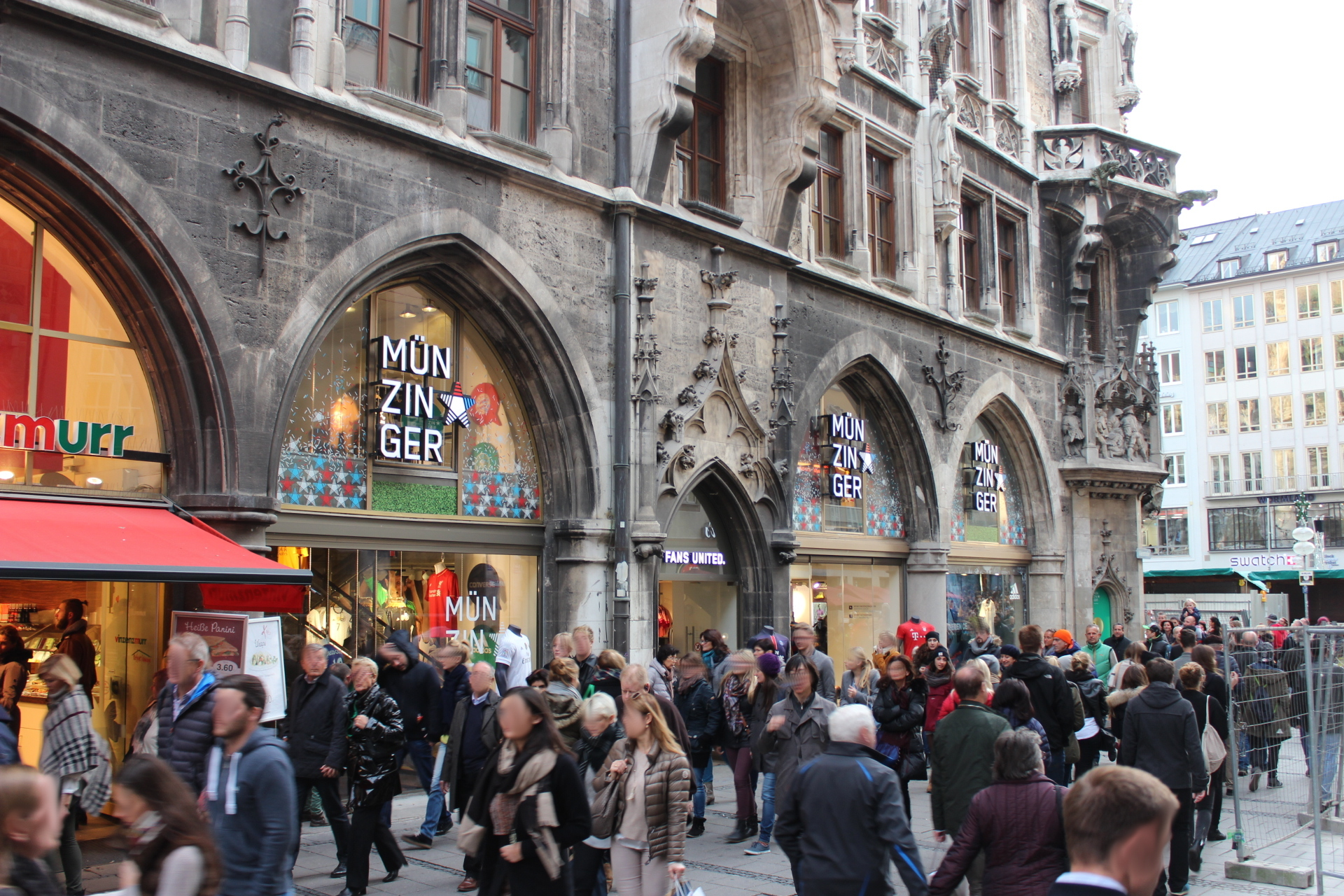
Schaufenster und Haupteingang in der Weinstraße.

Nach Kriegsende wurde von der US-Militärregierung Salo Blechner (* 20. November 1914 in München; † 28. Mai 2007 in Boston, Massachusetts) als Treuhänder eingesetzt, der Konzentrationslager und Zwangsarbeit unter den Nationalsozialisten überlebt hatte. Er emigrierte im April 1946 in die Vereinigten Staaten. Blechner erkannte sich 1999 bei einem Besuch des United States Holocaust Memorial Museum auf einem Foto der SS vom „Kommando Elbe“ im KZ Neuengamme wieder. Das Nachkriegsangebot war vorerst spärlich. So schreibt Roman Haller in seinen Nachkriegserinnerungen … und bleiben wollte keiner: „… beim Sport-Münzinger auf dem Marienplatz ein Schild, auf dem stand, dass Bälle genäht werden könnten, wenn das Rohmaterial geliefert würde. […] Letztendlich hat er sich doch breitschlagen lassen und Sport-Münzinger hat uns für ein kleines Entgelt einen Ball genäht. Zwei Monate haben wir Buben sehnsüchtig gewartet, bis der Ball fertig war.“
Die Münzingers, die die Geschäftsführung von Blechner wieder übernommen hatten, eröffneten 1951 in der Kaufingerstraße eine 700 m² große Filiale mit Verkaufs- und Ausstellungsräumen, Lager, Versand und Werkstatt. Neben Großgeräten wurden auch Sportartikel für die US-Besatzungstruppen ins Sortiment genommen. Zudem wurde 1955 im Münchner Stadtteil Laim eine Filiale in der Agnes-Bernauer-Straße 71 eröffnet und in beiden Geschäften auch Reisen angeboten. 1961 wurde die Filiale aus der Kaufingerstraße in das von der Firma Münzinger neu errichtete Gebäude in der Sporerstraße 2 verlegt. Nach und nach hatte sich Sport Münzinger auf Fußballartikel konzentriert und hatte über lange Zeiträume Exklusiv-Verträge mit namhaften Sportartikelherstellern zur Belieferung der Mannschaften des TSV 1860 München und des FC Bayern München und sponserte auch regionale Amateurvereine. Münzinger vermittelte auch bei der Beschaffung der Trainingsbälle für die Teilnahme an der Fußball-Weltmeisterschaft 1954, bei der die deutsche Fußballnationalmannschaft ihren ersten Weltmeistertitel holte. Sepp Herberger bedankte sich später persönlich mit einer Postkarte. Der WM-Finalball wurde später im Schaufenster des Geschäftes ausgestellt. Bei der Installation Fanshop Kurt Landauer zum Trans-Media Projekt Landauer von BR, ARD, Degeto Film, WDR und Zeitsprung Pictures im Foyer des Jüdischen Museums München 2014 war das Bayern-Trikot des Jugendspielers Josef Hess aus dem Hause Sport Münzinger aus der Spielzeit um 1958 ausgestellt.

### Firmen-Splitting, Neuausrichtung, Lacoste und Übernahme durch das Sporthaus Schuster
1975 zerstörte ein Brand die Geschäftsräume im Rathaus und der Warenverkauf musste kurzzeitig im benachbarten Kaufhaus Ludwig Beck am Rathauseck fortgesetzt werden. Im gleichen Jahr trat Rolf Münzinger in das Unternehmen ein, Dorothée Münzinger (* 4. März 1952) vier Jahre darauf. 1982 wurde im Verwaltungsgebäude Sporerstraße ein Mono-Label-Store der Marke Lacoste eröffnet. Drei Jahre später teilten sich Dorothée und Rolf Münzinger die Filialen in der Innenstadt und die in Laim auf. Rolf Münzinger betrieb seine Filiale in Laim als eigenes Unternehmen weiter, Dorothée Münzinger wurde Allein-Komplementärin der Kommanditgesellschaft. 1987 eröffnete sie in den Geschäftsräumen an der Sporerstraße ein HEAD-Geschäft. Ende der 1990er Jahre kam der Betrieb in wirtschaftliche Schwierigkeiten. Ab September 1999 fungierte Dorothée Münzinger laut Handelsregistereintrag als Liquidatorin des Unternehmens.

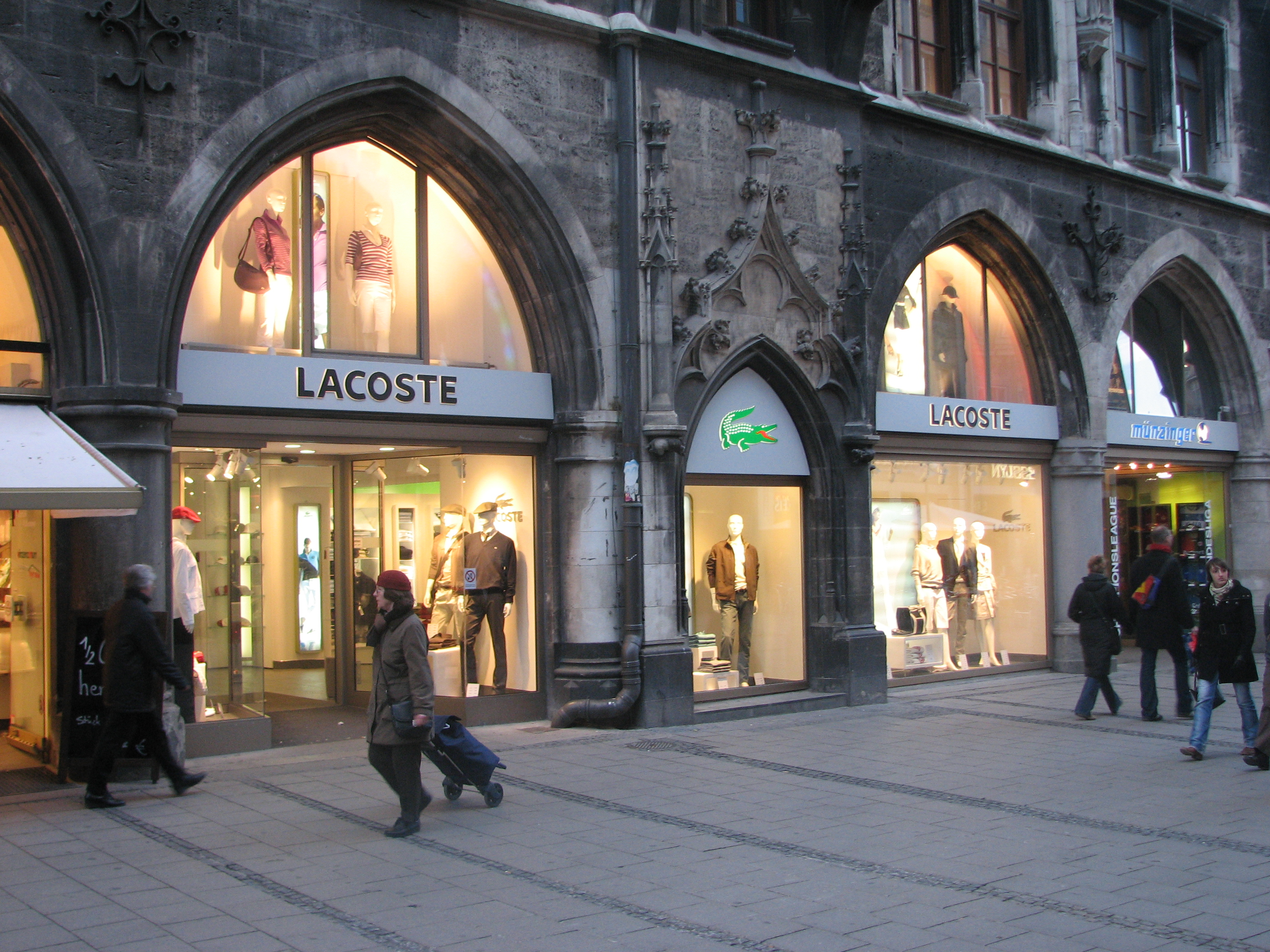
Sport Münzinger (rechts im Bild) mit dem damals zugehörigen Lacoste-Flagshipstore (Eingänge an der Weinstraße); Foto von 2008.

2003 wurde Sport Münzinger von Flori Schuster übernommen. Die Unternehmerfamilien Schuster und Münzinger waren bereits zuvor eng miteinander befreundet. Dorothée Münzinger war nach der Übernahme des Unternehmens in die Schuster Gruppe bis Juni 2015 wieder in der Geschäftsführung aktiv. Das Unternehmen betrieb ab 2006 in den Geschäftsräumen am Marienplatz als Franchisenehmer wieder einen Lacoste-Store mit separatem Eingang an der Weinstraße, der mit einer Verkaufsfläche von
300 m² auf zwei Etagen der größte in Deutschland war; damals der Flagshipstore. Die Räumlichkeiten des Lacoste-Stores wurden später an andere Geschäftsbetreiber verpachtet.

### Geschäftsaufgabe
Die Geschäftsführung kündigte im Juni 2020 die Schließung des Ladengeschäfts im Rathaus am Münchner Marienplatz Ende 2020 an. Zum einen beklagte das Unternehmen starke Umsatzeinbußen, die der Corona-Pandemie 2020 geschuldet waren (insbesondere fehlende Einnahmen durch Touristen). Zum anderen wirkte sich die nachlassende Nachfrage nach Fußballfanartikeln negativ auf das Geschäftsergebnis aus, die der Geschäftsführer Flori Schuster auf Fehlentscheidungen und Querelen in der Verbandspolitik von UEFA und FIFA zurückführte (beispielsweise die Entscheidung, die WM nach Katar zu vergeben). Da sich Münzinger nach einer Neupositionierung auf Fußballartikel spezialisiert hatte, wirkte sich das Fernbleiben der Fußballfans besonders auf das Ladengeschäft aus. Als weiterer Schließungsgrund wurde die in unmittelbarer Nähe geplante Erlebniswelt des FC Bayern München genannt.

## Bemerkenswertes
Die Filiale in der Agnes-Bernauer-Straße wird mehrfach in der Folge Das gelbe Paket der Fernsehserie Die fünfte Kolonne gezeigt.